# شاطئ صفيحة
شاطئ الصفيحة هو شاطئ يتواجد بإقليم الحسيمة والتابع لجماعة ايت يوسف وعلي أي شرق مدينة الحسيمة ويمتد على حوالي 1650 متر ويجاور الشاطئ من الجهة الشمالية شاطئ السواني وشاطئ إسلي من الجهة الجنوبية ويمتع الشاطئ بنظرة بانورامية حول جزيرة صخرة الحسيمة  وهو ما ساهم في استقطابه للعديد من المسافرين الاجانب ومن مختلف بقاع المملكة المغربية.
الشاطئ يوفر مناظر خضراء خلابة حيث تتواجد بالقرب منه غابات كثيفة من الاشجار تمتد على مساحة 90 هكتارا ويوفر منظرا جميلا بالنزول من المنحدرات الشديدة وصولا إلى الشاطئ.

## الإحداثيات
إحداثيات موقع شاطئ الصفيحة (35.20843,-3.89322)